# Mummidivaram
Mummidivaram est une ville du district de Konaseema dans l'État d'Andhra Pradesh en Inde. 
Selon le recensement de l'Inde de 2011, la localité compte une population de 23 732 habitants.